# 丹保憲仁
丹保 憲仁（たんぼ のりひと、1933年3月10日 - 2023年8月6日）は、日本の工学者。地方独立行政法人北海道立総合研究機構理事長。北海道大学および放送大学名誉教授。位階は従三位。工学博士。専門は環境工学。
北海道天塩郡豊富町出身。国際水協会会長、北海道大学総長、放送大学長などを歴任。

## 略歴
- 1945年4月 北海道庁立札幌第一中学校入学
- 1951年3月 北海道札幌東高等学校卒業
- 1955年3月 北海道大学工学部土木工学科卒業
- 1957年3月 北海道大学大学院工学研究科土木工学専攻修士課程修了
- 1957年4月 北海道大学工学部講師
- 1958年4月 北海道大学工学部助教授
- 1962年9月 アメリカ・フロリダ大学化学科研究員
- 1965年3月 工学博士（北海道大学）
- 1969年4月 北海道大学工学部教授
- 1989年 北海道大学評議員
- 1991年 北海道大学学生部長
- 1993年4月 北海道大学工学部長（～1995年4月）
- 1995年5月 北海道大学総長 （～2001年4月）
- 2001年5月 北海道大学名誉教授
- 2001年5月 放送大学長（～2007年4月）
- 2006年3月 国土交通省国土審議会 首都圏整備部会長[2]
- 2007年5月 放送大学顧問、放送大学名誉教授
- 2007年 北海道開拓記念館（現・北海道博物館）館長（～2010年3月）
- 2007年 中央大学研究開発機構教授アドバイザー（機構教授）
- 2010年4月 地方独立行政法人北海道立総合研究機構初代理事長、公益財団法人はまなす財団理事会議長に就任
- 2023年8月6日 老衰のため、死去[1]。90歳没。死没日付をもって従三位に叙された[3]。

## 受賞・栄典
- 1966年 日本水道協会有効賞
- 1971年 日本水処理工業連盟「水」賞
- 1991年 土木学会著作賞
- 1992年 日本水環境学会功労賞
- 1993年 日本水環境学会学術賞
- 1995年 日本水道協会功労賞
- 2004年 土木学会功績賞
- 2009年 瑞宝大綬章[4]
- 2010年
  - 国際水協会会長大賞（IWAプレジデンシャル･アワード）
  - 北海道功労賞

## 主な著書・編著
- 水質制御の物理化学的プロセス ISBN 4254261101
- 水道とトリハロメタン ISBN 4765531147
- 浄水の技術―安全な飲み水をつくるために ISBN 4765531155
- 水質環境工学―下水の処理・処分・再利用 ISBN 4765531260
- これからの大学と大学運営 JUAA選書 ISBN 4871682978
- 水環境の工学と再利用 ISBN 4832998218
- 人口減少下の社会資本整備―拡大から縮小への処方箋 ISBN 4810604136
- 水文大循環と地域水代謝 ISBN 4765531848
- 変革と水の21世紀 ISBN 4381016955
- 21世紀の日本と北海道 ISBN 9784915746505
- 人と水 〜今日から明日へ ISBN 9784863810235
- 都市・地域 水代謝システムの歴史と技術 ISBN 9784306085336
- 水の危機をどう救うか ISBN 9784569809250
- 水処理工学の基礎（上） ISBN 9784930941558

## 社会的活動
- 厚生省生活環境審議会委員（1980年 - 1988年）
- 土木学会環境工学委員会委員長（1987年）
- 日本学術会議会員（1997年 - 2003年6月）
- 大学基準協会会長（1999年 - 2001年）
- 国際水協会会長（2001年 - 2003年）
- 土木学会会長（2001年 - 2002年）
- 文部科学省大学設置・法人審議会・会長（2001年 - 2004年）
- 国立大学法人教育研究評価委員会・委員長（2004年 - 2010年）
- 日本学術振興会21世紀COEプログラムプログラム委員会委員（平成18年度）